# 芦野公园站
蘆野公園站（日语：／ Ashino-kōen eki */?）是一個位於青森縣五所川原市金木町蘆野，屬於津輕鐵道線的鐵路車站。日本的櫻花景點百選之一，大約有1,500株櫻花樹與數百株老松樹，其中又以染井吉野櫻為主。

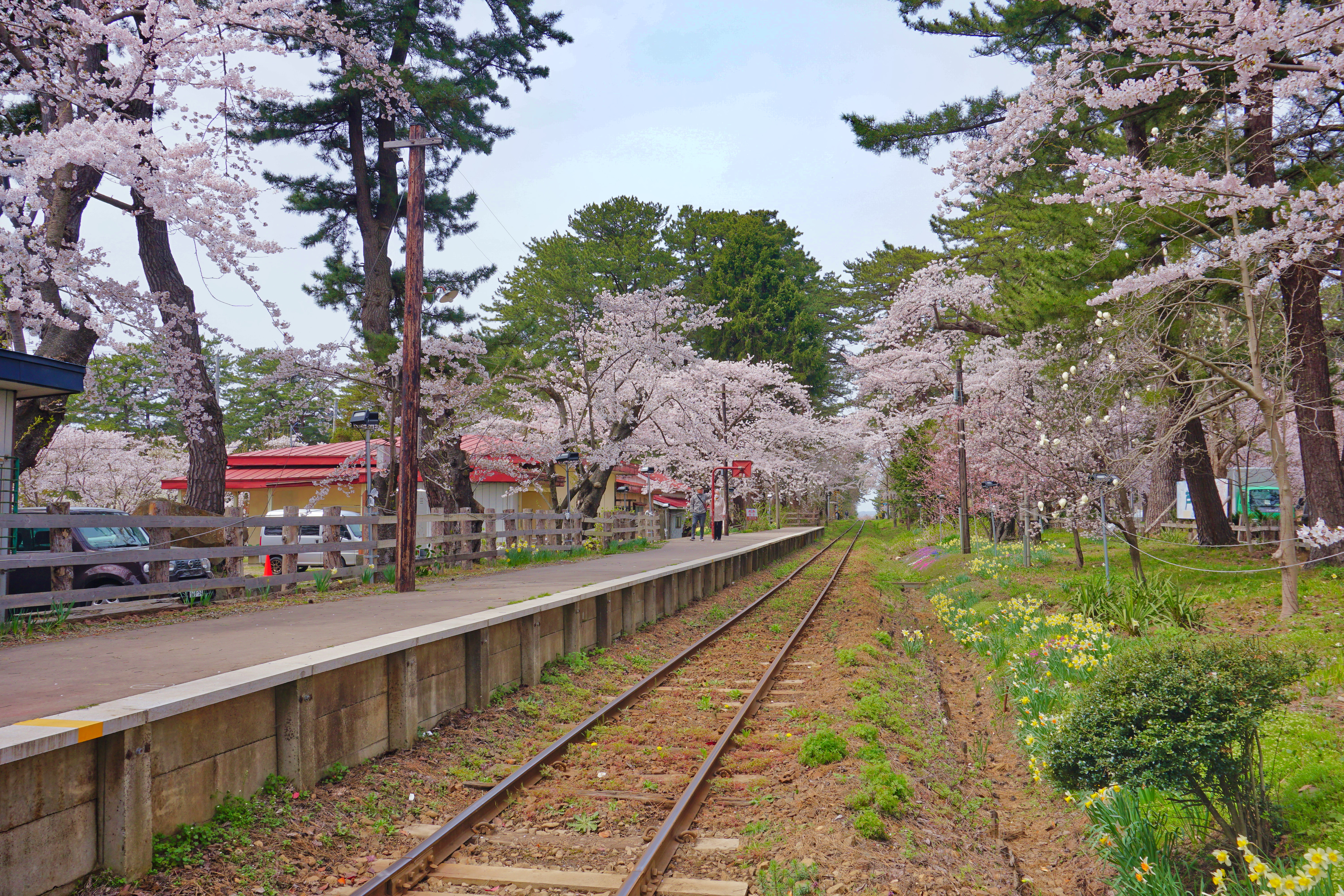
月台（2023年4月）

## 相鄰車站
津輕鐵道
津輕鐵道線
金木－蘆野公園－川倉